# مريان الكساندرو
مريان الكساندرو (بالرومانية: Marian Alexandru)‏ (20 سبتمبر 1977 ببوخارست في رومانيا - ) هو لاعب كرة قدم روماني في مركز الدفاع. لعب مع سبارتاك فلاديكافكاز ونادي أوتسيلول غالاتسي ونادي بترولول بلويشتي ونادي بياترا نيامتس ونادي ستيوا بوخارست ونادي فاسلوي وكونكورديا كياجنا وFCM Târgoviște ‏ وغلوريا بيستريتسا ‏ ونادي أولمبيا ساتو ماري ‏.

## وصلات خارجية
- مريان الكساندرو على موقع قاعدة بيانات كرة القدم.إي يو (الإنجليزية)